# Arceburgo
Arceburgo là một đô thị thuộc bang Minas Gerais, Brasil. Đô thị này có diện tích 162,46 km², dân số năm 2007 là 7994 người, mật độ 53 người/km².